# 데이비드 퍼트레이어스

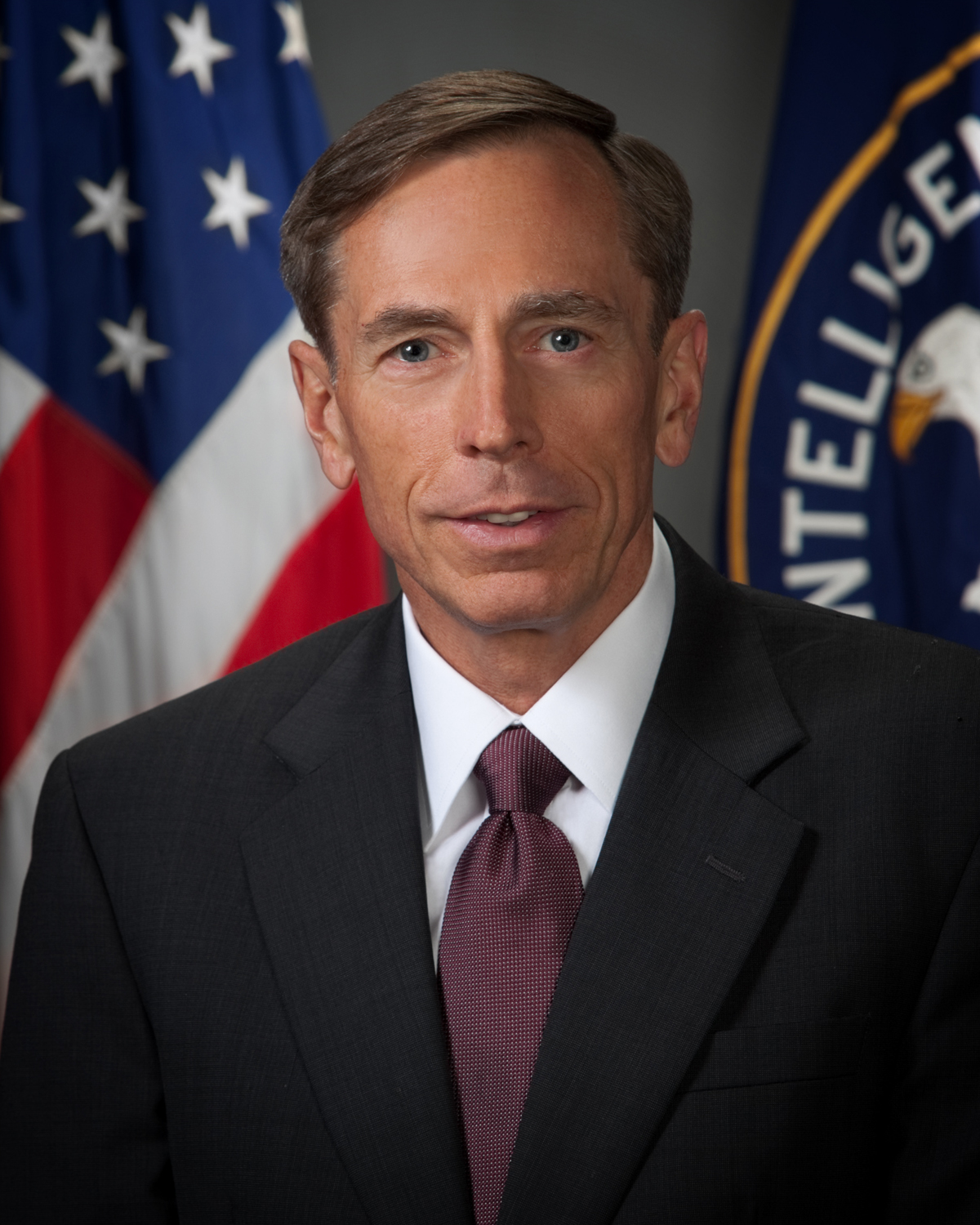

데이비드 호웰 퍼트레이어스(David Howell Petraeus, 1952년 11월 7일 ~ )는 은퇴한 미국 육군 장군 및 공무원이다. 그는 2011년 9월 6일부터 2012년 11월 9일 사임할 때까지 CIA 국장을 역임했다 CIA 국장이 되기 전에 퍼트레이어스는 미 육군 에서 37년을 복무했다. 육군에서 그의 마지막 임무는 2010년 7월 4일부터 2011년 7월 18일까지 국제안보지원군 (ISAF) 사령관 및 아프가니스탄 미군(USFOR-A) 사령관이었다. 그의 다른 임무에는 2008년 10월 13일부터 2010년 6월 30일까지 미국 중부사령부 (USCENTCOM) 제10사령관으로, 2월 10일부터 이라크 다국적군 (MNF-I) 사령관으로 복무하는 것이 포함된다., 2007년부터 2008년 9월 16일까지 MNF-I의 사령관으로서 퍼트레이어스는 이라크의 모든 연합군을 감독했다.
퍼트레이어스는 1983년 미국 육군지휘참모대학교의 최고 졸업생으로서 조지 C. 마셜 장군 상을 수상했다 그는 나중에 미국 육군 사관학교 에서 국제 관계 조교수로 재직했으며 조지타운 대학교에서 펠로우십을 마쳤다.
퍼트레이어스는 선출직 공직에 출마할 계획이 없다고 거듭 밝혔다. 2010년 6월 23일, 버락 오바마 대통령은 퍼트레이어스를 스탠리 매크리스털의 뒤를 이어 아프가니스탄 국제안보지원군 사령관으로 지명했다.
2011년 6월 30일, 퍼트레이어스는 미국 상원 94–0에 의해 만장일치로 CIA 국장으로 확인되었다. 퍼트레이어스는 2011년 7월 18일에 아프가니스탄에서 미군과 NATO군의 지휘권을 포기하고 2011년 8월 31일에 미군에서 퇴역했다 2012년 11월 9일, 그는 전기 작가 폴라 브로드웰(Paula Broadwell)과의 혼외 관계를 이유로 CIA 국장직을 사임했는데, 이는 FBI 수사 과정에서 발견된 것으로 알려졌다. 2015년 1월, 관리들은 FBI와 법무부 검사가 CIA 국장으로 재직하는 동안 브로드웰에 기밀 정보를 제공한 혐의로 퍼트레이어스를 중범죄로 기소할 것을 권고했다고 보고했다. 결국 퍼트레이어스는 기밀 정보를 잘못 취급한 한 건의 경범죄 혐의에 대해 유죄를 인정했다. 나중에 그는 브로드웰에 제공한 기밀 자료를 무단으로 제거하고 보관한 혐의로 2년의 집행유예와 $100,000의 벌금형을 선고받았다.